# Duane Eddy
Duane Eddy (ur. 26 kwietnia 1938 w Corning, Nowy Jork, zm. 30 kwietnia 2024 we Franklin w Tennessee) – amerykański muzyk rockowy, gitarzysta i kompozytor.
Prekursor rocka instrumentalnego. Pierwszy wielki eksperymentator i jeden z pierwszych wielkich gitarzystów rockowych. Twórca techniki gry na gitarze zwanej twang, polegającej na grze tremolo na basowych strunach gitary elektrycznej przy jednoczesnym zastosowaniu kamery pogłosowej. Technika ta zaadaptowana przez wielu gitarzystów rockowych, wywarła olbrzymi wpływ na muzykę takich grup i artystów jak Bruce Springsteen, The Beatles, Creedence Clearwater Revival, Dave Edmunds, Chris Isaak i wielu innych.
Wielkim okresem w twórczości Eddy’ego były lata 1958 i 1963. Po nadejściu brytyjskiej inwazji popularność jego zmalała, lecz ciągle był cenionym muzykiem studyjnym grając między innymi z awangardową instrumentalną grupą rockową The Art of Noise.
Do największych przebojów Eddy’ego należały „Movin’ and Groovin'”, „Rebel Rouser”, „Peter Gunn”, „Cannonball”, „Shazam” i „Forty Miles of Bad Road”.
W 1994 roku Duane Eddy został wprowadzony do Rock and Roll Hall of Fame.

## Dyskografia
1958 Have ‘Twangy’ Guitar-Will Travel
1959 Especially for You
1959 The Twang’s the Thang
1960 Songs of Our Heritage
1960 Shazam [EP]
1961 Girls! Girls! Girls!
1962 Twangy Guitar, Silky Strings
1962 Twistin’ with Duane Eddy
1962 Twistin’ & Twangin'
1963 Duane Eddy in Person
1963 Twang a Country Song
1963 Twangin’ Up a Storm
1963 Surfin'
1964 Lonely Guitar
1964 Water Skiing
1965 Duane A-Go-Go
1965 Duane Does Dylan
1965 Twangsville
1965 Twangin’ the Golden Hits
1966 The Biggest Twang of Them All
1967 The Roaring Twangies
1979 Duane Eddy [1979]
1987 Duane Eddy [1987]